# Coppa Europa di sci alpino 1984
La Coppa Europa di sci alpino 1984 fu la 13ª edizione della manifestazione organizzata dalla Federazione Internazionale Sci.
In campo maschile l'austriaco Dietmar Köhlbichler si aggiudicò sia la classifica generale, sia quella di slalom speciale; lo svizzero Luc Genolet vinse quella di discesa libera, il tedesco occidentale Josef Schick quella di slalom gigante. Lo statunitense Bill Johnson era il detentore uscente della Coppa generale.
In campo femminile l'austriaca Anita Wachter si aggiudicò sia la classifica generale, sia quella di slalom gigante; le sue connazionali Gudrun Arnitz e Ulrike Maier vinsero rispettivamente quelle di discesa libera e di slalom speciale. La svizzera Christine von Grünigen era la detentrice uscente della Coppa generale.

## Uomini

### Classifiche

#### Generale
| Pos. | Nome                 | Nazione        | Punti |
| ---- | -------------------- | -------------- | ----- |
| 1    | Dietmar Köhlbichler  | Austria        | 211   |
| 2    | Josef Schick         | Germania Ovest | 172   |
| 3    | Thomas Stangassinger | Austria        | 169   |

#### Discesa libera
| Pos. | Nome               | Nazione  | Punti |
| ---- | ------------------ | -------- | ----- |
| 1    | Luc Genolet        | Svizzera | 61    |
| 2    | Michael Plöchinger | Svizzera | 53    |
| 3    | Rudolf Huber       | Austria  | 50    |

#### Slalom gigante
| Pos. | Nome           | Nazione        | Punti |
| ---- | -------------- | -------------- | ----- |
| 1    | Josef Schick   | Germania Ovest | 127   |
| 2    | Günther Marxer | Liechtenstein  | 94    |
| 3    | Hans Pieren    | Svizzera       | 78    |

#### Slalom speciale
| Pos. | Nome                 | Nazione | Punti |
| ---- | -------------------- | ------- | ----- |
| 1    | Dietmar Köhlbichler  | Austria | 128   |
| 2    | Roland Pfeifer       | Austria | 79    |
| 2    | Thomas Stangassinger | Austria | 79    |

## Donne

### Classifiche

#### Generale
| Pos. | Nome            | Nazione  | Punti |
| ---- | --------------- | -------- | ----- |
| 1    | Anita Wachter   | Austria  | 365   |
| 2    | Ulrike Maier    | Austria  | 251   |
| 3    | Vreni Schneider | Svizzera | 210   |

#### Discesa libera
| Pos. | Nome                | Nazione  | Punti |
| ---- | ------------------- | -------- | ----- |
| 1    | Gudrun Arnitz       | Austria  | 86    |
| 2    | Karen Percy         | Canada   | 81    |
| 3    | Heidi Zeller-Bähler | Svizzera | 67    |

#### Slalom gigante
| Pos. | Nome            | Nazione  | Punti |
| ---- | --------------- | -------- | ----- |
| 1    | Anita Wachter   | Austria  | 191   |
| 2    | Vreni Schneider | Svizzera | 170   |
| 3    | Ulrike Maier    | Austria  | 78    |

#### Slalom speciale
| Pos. | Nome          | Nazione | Punti |
| ---- | ------------- | ------- | ----- |
| 1    | Ulrike Maier  | Austria | 110   |
| 2    | Anita Wachter | Austria | 87    |
| 3    | Monica Äijä   | Svezia  | 71    |